# Soekarwo
Soekarwo (né le 16 juin 1950), surnommé Pakde Karwo ou oncle Karwo, est un homme politique indonésien, gouverneur du Java oriental de 2009 à 2019.